# (Your Love Keeps Lifting Me) Higher and Higher
(Your Love Keeps Lifting Me) Higher and Higher est une chanson de Jackie Wilson sortie en 45 tours en août 1967. Elle atteint la première place du classement américain Hot Rhythm & Blues Singles au mois d'octobre.
Elle a notamment été reprise par Rita Coolidge sur son album Anytime… Anywhere, sorti en 1977, sous le titre (Your Love Has Lifted Me) Higher and Higher. Sa version s'est classée no 2 des ventes aux États-Unis.